# Podnoszenie ciężarów na Letnich Igrzyskach Olimpijskich 2008 – waga do 75 kg kobiet
Rywalizacja w wadze do 75 kg kobiet w podnoszeniu ciężarów na Letnich Igrzyskach Olimpijskich 2008 została rozegrana w dniu 12 sierpnia 2008 roku w hali Pekińskiego Uniwersytetu Aeronautyki i Astronautyki.

## Terminarz
| Data             | Godzina |         |
| ---------------- | ------- | ------- |
| 12 sierpnia 2008 | 15:30   | Grupa A |

## Wyniki
| Pozycja | Grupa | Zawodniczka           | Reprezentacja | Waga  | Rwanie | Rwanie | Rwanie | Podrzut | Podrzut | Podrzut | Wynik | Uwagi                |
| Pozycja | Grupa | Zawodniczka           | Reprezentacja | Waga  | 1      | 2      | 3      | 1       | 2       | 3       | Wynik | Uwagi                |
| ------- | ----- | --------------------- | ------------- | ----- | ------ | ------ | ------ | ------- | ------- | ------- | ----- | -------------------- |
| DSQ     | A     | Cao Lei               | Chiny         | 73,16 | 120    | 125    | 128    | 147     | 154     | 159/    | 282   | [ 1 ] [ 2 ] [ 3 ]    |
| 1. !    | A     | Ałła Ważenina         | Kazachstan    | 73,88 | 115    | 115    | 119    | 141     | 145     | 147     | 266   |                      |
| DSQ     | A     | Nadieżda Jewstiuchina | Rosja         | 73,33 | 112    | 117    | 117    | 138     | 143     | 147     | 264   | [ 4 ] [ 5 ] [ 6 ]    |
| DSQ     | A     | Iryna Kulesza         | Białoruś      | 74,78 | 112    | 116    | 118    | 128     | 133     | 137     | 255   | [ 7 ] [ 8 ] [ 9 ]    |
| 2. !    | A     | Lidia Valentín        | Hiszpania     | 74,42 | 110    | 110    | 115    | 130     | 135     | 138     | 250   |                      |
| 3. !    | A     | Damaris Aguirre       | Meksyk        | 74,82 | 103    | 106    | 109    | 130     | 135     | 136     | 245   |                      |
| 4.      | A     | Ubaldina Valoyes      | Kolumbia      | 73,30 | 105    | 110    | 110    | 130     | 134     | 138     | 244   |                      |
| 5.      | A     | Jeane Lassen          | Kanada        | 74,42 | 105    | 105    | 110    | 130     | 135     | 140     | 240   |                      |
| 6.      | A     | Nadija Myroniuk       | Ukraina       | 74,11 | 102    | 105    | 105    | 125     | 127     | 132     | 237   |                      |
| 7.      | A     | Julija Navakovič      | Białoruś      | 74,19 | 105    | 110    | 110    | 115     | 122     | 127     | 237   |                      |
| DSQ     | A     | Hrripsime Churszudian | Armenia       | 74,74 | 100    | 105    | 110    | 125     | 130     | 130     | 235   | [ 10 ] [ 11 ] [ 12 ] |
| 8.      | A     | Elizabeth Poblete     | Chile         | 74,43 | 86     | 91     | 93     | 106     | 111     | 111     | 197   |                      |